# Championnats du monde de pentathlon moderne 2008
Navigation
Berlin 2007 Londres 2009
Les Championnats du monde de pentathlon moderne 2008 se sont tenus à Budapest,  Hongrie, du 29 mai au 3 juin 2008. Les épreuves étaient qualificatives pour les Jeux olympiques d'été de 2008, à Athènes.

## Podiums

### Hommes
| Épreuves    | Or                                                      | Argent                                                               | Bronze                                                  |
| ----------- | ------------------------------------------------------- | -------------------------------------------------------------------- | ------------------------------------------------------- |
| Individuel  | Russie Ilia Frolov                                      | Tchéquie David Svoboda                                               | Biélorussie Igor Lapo                                   |
| Par équipes | Russie Ilia Frolov Andrey Moiseyev Aleksey Turkin       | Ukraine Dmytro Kirpulyanskyy Pavlo Tymoshchenko Yevgeniy Borkin      | Biélorussie Igor Lapo Mikhail Prokopenko Dmitry Melyakh |
| Relais      | Biélorussie Igor Lapo Mikhail Prokopenko Dmitry Melyakh | Lituanie Justinas Kinderis Edvinas Krungolcas Andrejus Zadneprovskis | Hongrie Ádám Marosi Róbert Németh Péter Tibolya         |

### Femmes
| Épreuves    | Or                                                         | Argent                                                      | Bronze                                                     |
| ----------- | ---------------------------------------------------------- | ----------------------------------------------------------- | ---------------------------------------------------------- |
| Individuel  | France Amélie Cazé                                         | Égypte Aya Medany                                           | Royaume-Uni Katherine Livingston                           |
| Par équipes | Pologne Sylwia Czwojdzinska Paulina Boenisz Edyta Małoszyc | Royaume-Uni Heather Fell Mhairi Spence Katie Livingston     | Hongrie Sarolta Kovács Adrienn Tóth Leila Gyenesei         |
| Relais      | Hongrie Sarolta Kovács Adrienn Tóth Leila Gyenesei         | Royaume-Uni Heather Fell Mhairi Spence Katherine Livingston | Pologne Sylwia Czwojdzinska Paulina Boenisz Edyta Małoszyc |